# Ashley Grace
Ashley Grace Pérez (Lake Charles, Louisiana, 27 gennaio 1987) è una cantante, chitarrista e pianista messicana di origine statunitense, membro fondatore del gruppo musicale Ha*Ash.

## Biografia
Di origini statunitense, Messicano, tedesche e spagnolo Ashley Grace nasce a Lake Charles, Louisiana primogenita di una coppia di religione fermamente cristiana.
Nel 2003 esce il primo singoli della country band Ha*Ash; pochi mesi dopo viene lanciato sul mercato l'album di debutto Ha*Ash. Da esso vengono estratti cinque singoli: il primo è Odio amarte, il secondo Estés en donde estés, il terzo Te quedaste con i relativi video, il quarto Soy mujer e il quinto Si prueba una vez.
La prima canzone ad essere scritta è Odio Amarte, che viene in seguito inserita all'interno dell'album di debutto, Ha*Ash pubblicato quando Ashley ha solo 15 anni. Al disco fanno seguito i successivi album Mundos opuestos (2005), Habitación doble (2008), A tiempo (2011), Primera fila: Hecho realidad (2014) e 30 de febrero (2017).

## Influenze personali
Tra le influenze di Ashley ci sono Shania Twain, Loretta Lynn, Dixie Chicks e Patsy Cline.

## Discografia
Album studio
- 2003 - Ha*Ash
- 2005 - Mundos opuestos
- 2008 - Habitación doble
- 2011 - A tiempo
- 2017 - 30 de febrero

Album live
- 2014 - Primera fila: Hecho realidad
- 2019 - En vivo

## Filmografia

### Cinema
- Igor (Film) (Ashley: Heidi), Voci in spagnolo (2009).[10]
- Sing: Ven y canta! (film) (Ashley: Ash), Voci in spagnolo (2016).[11]

### Televisione
- La voz... México (Loro stessi, Allenatori) (2012).[12]
- Me pongo de pie (Loro stessi, Allenatori) (2015).[13]
- Festival de Viña del Mar (Loro stessi, Giuria) (2018).[14]

### Le colonne sonore
- "Al fin" (Sing (film) 2016.[15]